# Sclera

1: achterste oogkamer 2: ora serrata 3: musculus ciliaris 4: zonula ciliaris 5: kanaal van Schlemm 6: pupil 7: voorste oogkamer 8: hoornvlies 9: iris 10: lenskapsel 11: lenskern 12: processus ciliares 13: conjunctiva 14: m. obliquus inferior 15: musculus rectus inferior 16: musculus rectus medialis 17: netvliesaders en -slagaders 18: blinde vlek 19: hard hersenvlies 20: arteria centralis retinae 21: vena centralis retinae 22: nervus opticus 23: venae vorticosae 24: harde oogrok 25: gele vlek 26: fovea centralis 27: sclera 28: vaatvlies 29: m. obliquus superior 30: netvlies

Het oogwit of sclera is de buitenste witte laag van het oog en bestaat uit stevig bindweefsel. De buitenste laag van het oog wordt ook wel de harde oogrok genoemd. Het vlies is op het voorste deel van het oog sterker gebogen. Dat gedeelte, ook het enige gedeelte waar de harde oogrok doorzichtig is, wordt ook wel hoornvlies of cornea genoemd. De term sclera is officieel gereserveerd voor de harde oogrok exclusief de cornea. De overgang tussen beide structuren wordt limbus (limbus corneae) genoemd.
Het witte gedeelte van de oogrok is doorbloed (het hoornvlies dus niet). Aan de harde oogrok zijn zes oogspieren gehecht, die het mogelijk maken het oog in alle richtingen te laten bewegen.

## Pathologie
Een ontsteking van de sclera wordt (epi)scleritis genoemd. Het oogwit is dan rood en pijnlijk. Het wordt vaker gezien bij auto-immuunziekten.
Een blauwe of grijze en enigszins doorzichtige sclera kan zich voordoen bij osteogenesis imperfecta, het gebruik van ontstekingsremmende medicijnen en een ijzergebrek, maar ook bij het syndroom van Ehlers-Danlos, syndroom van Loeys-Dietz en het syndroom van Marfan. Bij pasgeborenen is het normaal.
Geelzucht komt vaak voor als gevolg van leveraandoeningen zoals hepatitis.